# Albrecht Hattenhauer
Albrecht Hattenhauer (* 17. November 1899 in Minden; † 17. Dezember 1964 ebenda) war ein deutscher Kommunalpolitiker (CDU). Von 1946 bis 1959 war er Bürgermeister der Stadt Minden (Westfalen).

## Leben und Beruf
Albrecht Hattenhauer war Jurist und als Rechtsanwalt in Minden tätig.

## Öffentliche Ämter
Bei der ersten Kommunalwahl in der Stadt Minden nach dem Ende des Zweiten Weltkriegs am 15. September 1946 konnte die CDU die absolute Mehrheit der Mandate in der Mindener Stadtverordnetenversammlung erringen. Albrecht Hattenhauer wurde daraufhin zum Bürgermeister gewählt und trat sein Amt am 3. Oktober 1946 an. Die Mindener CDU musste in den folgenden Wahlen in den Jahren 1948, 1952 und 1956 teilweise starke Stimmenverluste hinnehmen, Albrecht Hattenhauer blieb aber mit Unterstützung der FDP bis 1959 im Amt.
Zu den politischen Schwerpunkten in seiner Amtszeit gehörte wie in fast allen deutschen Städten der Wiederaufbau der Verwaltung nach dem Zweiten Weltkrieg und die Integration der zahlreichen Heimatvertriebenen und Flüchtlinge in die Stadt Minden. Ein weiterer Schwerpunkt der damaligen Kommunalpolitik war der Wiederaufbau der teilweise sehr stark zerstörten Mindener Innenstadt.
Im Jahr 1947 wurde die Bezirksregierung von Minden nach Detmold verlegt. Diese Entscheidung hatte für die Stadt Minden einen erheblichen Bedeutungsverlust zur Folge, der durch die Verlegung des Bundesbahn-Zentralamtes von Berlin nach Minden im Jahr 1949 nur teilweise kompensiert wurde.
Am 24. September 1955 wurde der Teilneubau des historischen Rathauses der Stadt Minden eingeweiht, von dem Gebäude war nach einem sehr schweren Luftangriff auf die Stadt am 28. März 1945 nur der historische Laubengang übriggeblieben. Der am 28. März 1945 fast vollständig zerstörte Dom zu Minden wurde in den 50er Jahren wieder errichtet und im Jahr 1957 feierlich geweiht.
Im Mai 1959 kam es erstmals in der Geschichte der Stadtverordnetenversammlung der Stadt Minden zu einem Misstrauensantrag gegen die Amtsführung eines Bürgermeisters. Der Antrag hatte in der Abstimmung am 15. Mai 1959 Erfolg und die Stadtverordnetenversammlung sprach dem Bürgermeister das Misstrauen aus. Dieses Votum der Stadtverordneten hatte keine unmittelbare Auswirkung auf das Amt von Albrecht Hattenhauer; da er aber nicht mehr über die Unterstützung der Mehrheit in der Stadtverordnetenversammlung verfügte, trat der Bürgermeister am 1. Juli 1959 von seinem Amt zurück. Sein Nachfolger wurde der Stadtverordnete Karl Rust von der FDP.